# 偉大なるエディ 〜 グレイテスト・ヒッツ
『偉大なるエディ 〜 グレイテスト・ヒッツ』(Edward The Great)は、2002年に発表されたアイアン・メイデンのベスト・アルバム。3作目『魔力の刻印』以降のアルバムからの選曲で、ポール・ディアノ在籍時の楽曲は収録されていない。

## 収録曲
1. 誇り高き戦い - Run To The Hills [3:55]
『魔力の刻印』より。
2. 魔力の刻印 - The Number Of The Beast [4:52]
『魔力の刻印』より。
3. イカルスの飛翔 - Flight Of Icarus [3:52]
『頭脳改革』より。
4. 明日なき戦い - The Trooper [4:11]
『頭脳改革』より。
5. 悪夢の最終兵器(絶滅2分前) - 2 Minutes To Midnight [6:00]
『パワースレイヴ』より。
6. ウエイステッド・イヤーズ - Wasted Years [5:06]
『サムホエア・イン・タイム』より。
7. キャン・アイ・プレイ・ウィズ・マッドネス - Can I Play With Madness [3:31]
『第七の予言』より。
8. ジ・イーヴル・ザット・メン・ドゥ - The Evil That Men Do [4:34]
『第七の予言』より。
9. 透視能力者 - The Clairvoyant [4:27]
『第七の予言』より。
10. インフィニット・ドリームス - Infinite Dreams [6:10]
『第七の予言』より。
11. ホーリー・スモーク Holy Smoke [3:48]
『ノー・プレイヤー・フォー・ザ・ダイイング』より。
12. ブリング・ユア・ドーター - Bring Your Daughter To The Slaughter [4:44]
『ノー・プレイヤー・フォー・ザ・ダイイング』より。
13. マン・オン・ジ・エッジ - Man On The Edge [4:12]
『X ファクター』より。
14. フューチャリアル - Futureal [2:55]
『ヴァーチャル・イレヴン』より。
15. ザ・ウィッカー・マン - The Wicker Man [4:34]
『ブレイヴ・ニュー・ワールド』より。
16. フィア・オブ・ザ・ダーク(ライヴ・アット・ロック・イン・リオ) - Fear Of The Dark (Live At Rock In Rio) [8:04]
2001年1月に行われたライヴ『ROCK IN RIO』からのテイク。